# 中村大塚古墳
中村大塚古墳（なかむらおおつかこふん、宮本古墳）は、栃木県真岡市中にある古墳。形状は円墳。真岡市指定史跡に指定されている。

## 概要
栃木県南東部、鬼怒川東岸の河岸段丘西縁（標高約68メートル）に築造された古墳である。一帯には古墳数基が認められ、古墳群を形成した様子が示唆される。現在は中村八幡宮境内に所在し、墳頂には小祠が祀られる。かつては石室が開口したが、2011年（平成23年）の東日本大震災の際に崩壊している。
墳丘には中村八幡宮境内に築かれた土塁が取り付き、現在は前方後円墳状を呈するが、元は直径25メートル程度の円墳と見られる。埋葬施設は両袖式の横穴式石室で、南方向に開口した。石室内は盗掘に遭っているが、調査では革帯金具・鉄鏃・小札甲小札・馬具・須恵器・土師器が検出されている。築造時期は古墳時代後期の6世紀末（または6世紀末-7世紀初頭）頃と推定される。
古墳域は1992年（平成4年）に真岡市指定史跡に指定されている。

## 遺跡歴
- 1959年（昭和34年）頃、石室開口および副葬品出土と伝承[3]。
- 真岡市史編纂に伴う調査。
- 1992年（平成4年）3月13日、真岡市指定史跡に指定[2]。
- 2011年（平成23年）、東日本大震災で石室崩壊。

## 埋葬施設
埋葬施設としては両袖式横穴式石室が構築されており、南方向に開口した（現在は崩壊）。石室の規模は次の通り。
- 石室全長：現存8.06メートル
- 玄室：長さ4.2メートル、幅1.44メートル（奥壁）・1.72メートル（最大）・1.16メートル（前壁）
- 羨道：現存長さ3.9メートル、幅0.5-0.7メートル

玄室の平面形は胴張りを呈する。奥壁は緑色凝灰岩の一枚石で、やや内傾して立てる。側壁は川原石の小口積みで、やや持ち送って白色粘土で目張りをする。玄門は緑色凝灰岩の切石4枚によって構築される。天井石は6枚が遺存した。
石室内の調査では、玄室から鉄鏃・小札・土師器（坏）・須恵器（大甕）片が、羨道から小札・飾金具（革帯装飾用）・吊金具・須恵器（坏）が検出されている。須恵器坏は8世紀代のもので、羨道部の上層で出土したため、追葬または墓前祭祀に伴うものと見られている。

## 文化財

### 真岡市指定文化財
- 史跡
  - 中村大塚古墳 - 1992年（平成4年）3月13日指定[2]。